# Més enllà del Nord
Més enllà del Nord (títol original en alemany, Nord bei Nordwest) és una sèrie de telefilms alemanys de ficció criminal d'ARD amb Hinnerk Schönemann en el paper de l'antic oficial de policia Hauke Jacobs, que s'emet des del 2014. S'ha doblat al valencià per a À Punt, que va començar a emetre-la el 7 d'abril de 2024.

## Repartiment
- Hinnerk Schönemann com a Hauke Jacobs.
- Henny Reents com a Lona Vogt.
- Marleen Lohse com a Jule Christiansen.
- Anja Schneider com a Sarah Winter.
- Jana Klinge com a Hannah Wagner.
- Peter Prager com a Reimar Vogt.

## Llista de pel·lícules
| Núm.     | Títol                       | Direcció                  | Guió                   | Data d'emissió original | Data d'emissió a À Punt |
| -------- | --------------------------- | ------------------------- | ---------------------- | ----------------------- | ----------------------- |
| 1        | «El Capità Hook»            | Marc Brummund             | Holger Karsten Schmidt | 6 de novembre de 2014   | 7 d'abril de 2024       |
| 2        | «Sven El Salvatge»          | Jochen Alexander Freydank | Holger Karsten Schmidt | 22 d'octubre de 2015    | 14 d'abril de 2024      |
| 3        | «Estònia»                   | Dagmar Seume              | Holger Karsten Schmidt | 30 de març de 2017      | 21 d'abril de 2024      |
| 4        | «El transport»              | Till Franzen              | Holger Karsten Schmidt | 6 d'abril de 2017       | 28 d'abril de 2024      |
| 5        | «Sandy»                     | Max Zähle                 | Holger Karsten Schmidt | 11 de gener de 2018     | 26 de maig de 2024      |
| 6        | «Bona caça»                 | Felix Herzogenrath        | Holger Karsten Schmidt | 18 de gener de 2018     | 16 de juny de 2024      |
| 7        | «Gold!»                     | Christian Theede          | Holger Karsten Schmidt | 3 de gener de 2019      | Sense anunciar          |
| 8        | «Frau Irmler»               | Felix Herzogenrath        | Niels Holle            | 10 de gener de 2019     | Sense anunciar          |
| 9        | «Dinge des Lebens»          | Markus Imboden            | Holger Karsten Schmidt | 23 de gener de 2020     | Sense anunciar          |
| 10       | «Ein Killer und ein Halber» | Nina Wolfrum              | Niels Holle            | 30 de gener de 2020     | Sense anunciar          |
| 11       | «In eigener Sache»          | Felix Herzogenrath        | Holger Karsten Schmidt | 6 de febrer de 2020     | Sense anunciar          |
| 12       | «Der Anschlag»              | Nina Wolfrum              | Holger Karsten Schmidt | 7 de gener de 2021      | Sense anunciar          |
| 13       | «Conny & Maik»              | Nina Wolfrum              | Niels Holle            | 14 de gener de 2021     | Sense anunciar          |
| 14       | «Im Namen des Vaters»       | Philipp Osthus            | Niels Holle            | 21 de gener de 2021     | Sense anunciar          |
| Especial | «Ho Ho Ho!»                 | Ingo Rasper               | Holger Karsten Schmidt | 25 de desembre de 2021  | Sense anunciar          |
| 15       | «Der Andy von nebenan»      | Nina Wolfrum              | Niels Holle            | 6 de gener de 2022      | Sense anunciar          |
| 16       | «Der Ring»                  | Markus Imboden            | Niels Holle            | 13 de gener de 2022     | Sense anunciar          |
| 17       | «Wilde Hunde»               | Christiane Balthasar      | Holger Karsten Schmidt | 20 de gener de 2022     | Sense anunciar          |
| 18       | «Auf der Flucht»            | Hinnerk Schönemann        | Holger Karsten Schmidt | 5 de gener de 2023      | Sense anunciar          |
| 19       | «Canasta»                   | Felix Herzogenrath        | Niels Holle            | 12 de gener de 2023     | Sense anunciar          |
| 20       | «Natalja»                   | Felix Herzogenrath        | Niels Holle            | 19 de gener de 2023     | Sense anunciar          |
| 21       | «Kobold Nr. Vier»           | Steffi Doehlemann         | Holger Karsten Schmidt | 4 de gener de 2024      | Sense anunciar          |
| 22       | «Der doppelte Lothar»       | Hinnerk Schönemann        | Holger Karsten Schmidt | 11 de gener de 2024     | Sense anunciar          |
| 23       | «Die letzte Fähre»          | Judith Kennel             | Niels Holle            | 18 de gener de 2024     | Sense anunciar          |
| 24       | «Fette Ente mit Pilzen»     | Steffi Doehlemann         | Holger Karsten Schmidt | Sense anunciar          | Sense anunciar          |
| 25       | «Haare? Hartmann!»          | Felix Herzogenrath        | Niels Holle            | Sense anunciar          | Sense anunciar          |
| 26       | «Das Nolden-Haus»           | Felix Herzogenrath        | Niels Holle            | Sense anunciar          | Sense anunciar          |

## Producció
El títol es basava en el thriller de Hitchcock Perseguit per la mort, el títol original del qual era North by Northwest.
El rodatge per a la ciutat fictícia de Schwanitz va tenir lloc sobretot a Priwall i a Travemünde. També es van gravar escenes a Fehmarn, a Hamburg i a Geesthacht.
Henny Reents, que va interpretar a l'oficial de policia local Lona Vogt a la sèrie, va deixar la sèrie després de l'onzè episodi a petició pròpia. Anja Schneider es va unir en aquest episodi com a Sarah Winter, una inspectora de Kiel, després va prendre el relleu Jana Klinge, que a partir de llavors interpretava la inspectora Hannah Wagner de Kiel.
El 15 de novembre de 2021, l'anterior productora de la sèrie, Claudia Schröder, va anunciar que Seth Hollinder Bäumer, que recentment s'havia unit a Triple Pictures, la rellevaria en el futur.

## Evidència individual
1. ↑  Julian Miller. «Die Kritiker «Nord bei Nordwest - Estonia»».
2. ↑  Rainer Tittelbach. «Schönemann, Reents, Lohse, Schmidt, Freydank. Tücken des horizontalen Erzählens».
3. ↑  «Nord bei Nordwest – Käpt’n Hook».
4. ↑  «Més enllà del Nord».   À Punt. Arxivat de l'original el 2024-04-05. [Consulta: 5 abril 2024].
5. ↑  Hippen, Wilfried «Neue Krimireihe mit Tatort Lübeck: Western an der Ostsee» (en alemany). Die Tageszeitung: taz, 06-11-2014. ISSN: 0931-9085.
6. ↑  «Drehorte für "Nord bei Nordwest - Käpt'n Hook" - wozdaz», 06-03-2017. Arxivat de l'original el 2017-03-06. [Consulta: 5 abril 2024].
7. ↑  «„Käpt’n Hook“-Dreh vor Orther Kulisse» (en alemany), 08-05-2014. [Consulta: 5 abril 2024].
8. ↑  «"Nord bei Nordwest" - Nord bei Nordwest - ARD | Das Erste» (en alemany). [Consulta: 5 abril 2024].
9. ↑  Jochen, Müller. «Produzent*innen-Wechsel bei "Nord bei Nordwest"» (en alemany).   Blickpunkt:Film. [Consulta: 5 abril 2024].